# スティーブ・ザック
スティーヴン・ジョージ・スティーブ・ザック (Stephen George "Steve" Zack, 1992年12月10日 - ) は、Bリーグのアルバルク東京に所属するアメリカ合衆国出身のプロバスケットボール選手。ポジションはセンター。ラサール大学を卒業し、プロとしてラトビア、ブルガリア、ポーランド、イスラエルでプレーした。2019-20シーズン、イスラエルのプレミアリーグでトップリバウンダーであった。

## 生い立ちと大学での経歴
ザックはペンシルベニア州ルイスベリーのレッドランド高校に通い、4年生で平均15得点10リバウンドのダブルダブルを記録した。 パトリオット ニュースのオール ビッグ 15 チーム セレクションに2回選ばれ、チームを地区決勝と州トーナメントのエリート 8 に導いた。
高校卒業後はラサール大学で4年間プレーし、ブロックショット数 (169) で歴代2位、出場試合数 (123) で歴代6位、リバウンド (843) で歴代7位を記録した。ザックはチームを率いて、アトランティック10のリバウンド数で4位になり、4年次には1ゲームあたり平均8.6ポイントと1.8ブロックを記録した。2014年3月11日、ザックはアトランティック 10 オールディフェンシブ チームに選出された。

## プロとしての経歴
2015年のNBAドラフトでドラフト外となった後、ザックは2015NBAサマーリーグでフィラデルフィア・セブンティシクサーズに参加し、シクサーズでプレーした4試合で平均5.7ポイントと5.2リバウンドを記録した。
2015年8月14日、ザックはラトビアリーグのLiepājas Lauvasと契約した。Liepājas Lauvasでの12試合で彼は1試合あたり11.0リバウンド、平均12.2ポイントを記録し、リーグ最高のリバウンダーとしてシーズンを終えた。
2016年7月29日、ザックはブルガリアリーグのPBCルクオイル・アカデミックと契約した。2017年1月12日、ザックはベンフィカとのアウェー戦でPIR 35で20ポイントと15リバウンドを記録し、FIBAヨーロッパカップの週間トップパフォーマーに選出された。ザックはルクオイル・アカデミックで2017年ブルガリアリーグチャンピオンシップのタイトルを獲得した。
2017年8月11日、ザックはポーランドバスケットボールリーグ (PLK) のトレフル・ソポトと契約した。トレフル・ソポトでプレーした30試合で、彼は1試合あたり平均12得点、8.1リバウンド、2.1アシストを記録した。
2018年7月30日、ザックはラトビアバスケットボールリーグおよびVTB ユナイテッドリーグに所属するVEFリガと契約した。2019年3月3日、チームはジエロナ・グラ戦に92-78で勝利し、ザックは11リバウンドとキャリア最高の25ポイントを記録し、ダブル・ダブルを達成した。2018–19シーズン中に行われた56試合で、彼は1試合あたり平均11.7ポイントと7.4リバウンドを記録しフィールドゴール成功率は57.7%であった。
2019年8月4日、ザックはイスラエルプレミアリーグのハポエル・ベエル・シェバと2年間の契約を結んだ。2020年1月17日、チームはハポエル・テルアビブに103-76で大勝し、ザックはキャリア最高の21リバウンド、15ポイントと4アシストを記録した。2019-20シーズン、彼はイスラエルバスケットボールプレミアリーグでトップリバウンダーであった。
2020年7月24日、彼はトルコバスケットボール・スーパー・リーグのペトキム・スポルと契約した。
2021年7月21日、彼はリーガACB のサンパブロ・ブルゴスと契約した。1試合平均4.2得点、4.1リバウンドを記録した。
2021年11月27日、ザックはイスラエルバスケットボールプレミアリーグのハポエル・ホロンと契約した。
2022年9月30日、彼は秋田ノーザンハピネッツと契約した。
2024年8月13日、秋田ノーザンハピネッツを退団、2024シーズンからの長崎ヴェルカのサポートコーチに就任していたが

、シーズン中の11月1日契約解除となったジェハイブ・フロイドに代わり長崎ヴェルカに選手登録された
。長崎ではリーグ戦28試合に出場していたが、2025年2月20日に契約解除となった。
2025年2月28日にアルバルク東京と契約を結んだ。

## 参照
1. 1 2  “Steve Zack - La Salle University Athletics”.   GoExplorers.com. 2020年1月18日閲覧。
2. ↑  “Duren Named Second Team All-Atlantic 10; Zack On All-Defensive Team”.   GoExplorers.com (2014年3月11日). 2020年1月18日閲覧。
3. ↑  “Zack Makes Sixers Summer League Roster”.   GoExplorers.com (2015年7月9日). 2020年1月18日閲覧。
4. ↑  “Liepaja/Triobet adds rookie Steve Zack”.   Sportando (2015年8月14日). 2020年1月18日閲覧。
5. ↑  “Steve Zack moves to Lukoil Academic Sofia”.   Sportando (2016年7月29日). 2020年1月18日閲覧。
6. ↑  “Zack’s monster double-double earns him Top Performer laurels”. FIBA.com. (2017年1月12日) 2017年1月12日閲覧。
7. ↑  “Trefl Sopot signs Steve Zack”.   Sportando (2017年8月11日). 2020年1月18日閲覧。
8. ↑  “Steve Zack signs with VEF Riga”. Sportando. (2018年7月30日) 2019年8月4日閲覧。
9. ↑  “BC VEF Riga 92 at Stelmet Zielona Gora 78”.   RealGM (2019年3月3日). 2020年1月18日閲覧。
10. ↑  “זאק השלים את מצבת הזרים בבאר שבע”. basket.co.il. (2019年8月4日) 2019年8月4日閲覧。
11. ↑  “דרום אדום: ניצחון בית גדול לבאר שבע”. basket.co.il. (2020年1月17日) 2020年1月17日閲覧。
12. ↑  “Petkim tabs Steve Zack, ex Beer Sheva” (英語).   Eurobasket (2020年7月24日). 2020年7月24日閲覧。
13. ↑  “PETKİM'den Burgos'a” (トルコ語).   basketfaul (2021年7月21日). 2021年7月21日閲覧。
14. ↑  “Hapoel Holon sign Steve Zack”. Sportando (2021年11月27日). 2021年11月27日閲覧。
15. ↑  “【新入団】スティーブ・ザック選手契約合意のお知らせ”.   秋田ノーザンハピネッツ (2022年9月30日). 2022年9月30日閲覧。
16. ↑  『【スティーブ・ザック選手】長崎ヴェルカサポートコーチ就任のお知らせ』（プレスリリース）秋田ノーザンハピネッツ、2024年8月13日。2024年9月2日閲覧。
17. ↑  『新規スタッフ契約ならびにVCDP新メンバー加入のお知らせ』（プレスリリース）長崎ヴェルカ、2024年8月13日。2024年9月2日閲覧。
18. ↑  『ジェハイヴ・フロイド選手 契約解除のお知らせ』（プレスリリース）長崎ヴェルカ、2024年11月1日。2024年11月1日閲覧。
19. ↑  『スティーブ・ザック 選手契約(新規)合意のお知らせ』（プレスリリース）長崎ヴェルカ、2024年11月1日。2024年11月1日閲覧。
20. ↑  “B1長崎がスティーブ・ザックとの契約解除…今季途中に「コーチ→選手」も再びFAリスト入り”. バスケットボールキング (2025年2月20日). 2025年3月5日閲覧。
21. ↑  “スティーブ・ザック選手 2024-25シーズン 契約（新規）のお知らせ”. アルバルク東京 (2025年2月28日). 2025年3月5日閲覧。